# Freeburg (Missouri)
Freeburg és una població dels Estats Units a l'estat de Missouri. Segons el cens del 2000 tenia 423 habitants.

## Demografia
Segons el cens del 2000, Freeburg tenia 423 habitants, 181 habitatges, i 114 famílies. La densitat de població era de 199,2 habitants per km².
Dels 181 habitatges en un 30,9% hi vivien nens de menys de 18 anys, en un 45,9% hi vivien parelles casades, en un 11,6% dones solteres, i en un 37% no eren unitats familiars. En el 33,7% dels habitatges hi vivien persones soles el 16% de les quals corresponia a persones de 65 anys o més que vivien soles. El nombre mitjà de persones vivint en cada habitatge era de 2,34 i el nombre mitjà de persones que vivien en cada família era de 2,96.
Per edats la població es repartia de la següent manera: un 23,2% tenia menys de 18 anys, un 13,5% entre 18 i 24, un 26,2% entre 25 i 44, un 21% de 45 a 60 i un 16,1% 65 anys o més.
L'edat mediana era de 34 anys. Per cada 100 dones de 18 o més anys hi havia 101,9 homes.
La renda mediana per habitatge era de 31.429 $ i la renda mediana per família de 40.156 $. Els homes tenien una renda mediana de 22.000 $ mentre que les dones 19.792 $. La renda per capita de la població era de 20.071 $. Entorn del 4,8% de les famílies i el 9,2% de la població estaven per davall del llindar de pobresa.

## Poblacions més properes
El següent diagrama mostra les poblacions més properes.